# Марьинский сельский округ (Красногорский район)
Марьинский сельский округ — упразднённая административно-территориальная единица, существовавшая на территории Красногорского района Московской области в 1994—2006 годах.
Марьинский сельсовет был образован в составе Красногорского района Московской области 14 июня 1954 года путём объединения Ангеловского и Сабуровского с/с.
1 февраля 1963 года Красногорский район был упразднён и Марьинский с/с вошёл в Звенигородский сельский район. 11 января 1965 года Марьинский с/с был возвращён в восстановленный Красногорский район.
3 февраля 1994 года Марьинский с/с был преобразован в Марьинский сельский округ.
17 февраля 1999 года в Марьинском с/о был упразднён посёлок подсобного хозяйства психиатрической больницы.
16 июня 1999 года в Марьинском с/о посёлок санатория «Светлые Горы» был переименован в посёлок Светлые Горы.
В ходе муниципальной реформы 2004—2005 годов Марьинский сельский округ прекратил своё существование как муниципальная единица. При этом все его населённые пункты были переданы в сельское поселение Отрадненское.
29 ноября 2006 года Марьинский сельский округ исключён из учётных данных административно-территориальных и территориальных единиц Московской области.